# ニセモノご両親
『ニセモノご両親』（ニセモノごりょうしん）は、1974年4月2日から同年8月27日までTBS系列局で放送されていたテレビドラマである。大映テレビとTBSの共同製作。全22話。放送時間は毎週火曜 19:00 - 19:30 （日本標準時）。
大映テレビ製作・岡崎友紀主演ライトコメディシリーズの第5弾にして最終作。

## あらすじ
主人公の日暮ひみこは、恋人で良家の御曹司・島本俊也との結婚を決める。俊也の祖母・しずが「ひみこの両親にぜひお会いしたい」ということでひみこの両親が住む北海道に向かうふたり。しかし、両親から結婚に大反対されて途方に暮れるひみこたちは、そこで旅回り一座をクビになった菊乃助・あやめ夫妻と出会う。この夫妻に「ニセの両親」を演じてもらうことでしずから結婚の許可を貰い、喜ぶひみこ。
そんな中、俊也が長期海外出張することになり、空港に見送りに来たひみことしずの前に再び菊乃助夫妻が現れ、「ひみこと一緒に暮らしたい」と願い出る。しずは「それなら3人で暮らせる家をプレゼントしましょう」とひみこに一軒家を提供し、「ニセの両親」との奇妙な生活が始まった。

## キャスト
- 日暮ひみこ：岡崎友紀
- 瀬川菊乃助：牧伸二
- 日高一作：浜田光夫
- 大薮店長：藤村有弘
- 島本しず：原泉
- 島本俊也：大石悟郎
- 風巻達子：青島美幸
- 愛みどり
- 児島三平：高峰圭二
- 井上アイコ：有崎由見子
- 紙じゅん
- 来栖あんな
- 上野紗千子
- 瀬川あやめ：富士真奈美
- ナレーター：坂本九

## スタッフ
- プロデューサー：野木小四郎、下川隆輝
- 脚本：佐々木守、ながのひろし、村山庄三、胡桃哲、三宅直子
- 撮影:小川大二郎、黒石恒生、大竹紀夫
- 美術:亀岡紀
- 照明:桜井英昭
- 音楽：萩原哲晶
- 録音:橋本泰夫
- 編集:本間元治
- 記録:中井妙子、荘村季子、吉下清子
- 結髪:伊藤きくよ
- 衣裳:大塚一良
- 助監督:田中秀忠
- 制作主任:加治屋常幸
- 効果:帆苅幸雄
- タイトル:広岡正勅
- 協力:銀座セキネ/野尻湖マルサングループ(第19話)
- 現像所:東京現像所
- 監督：ゆあさのりあき、岡屋竜一、青野暉、帯盛迪彦

## 主題歌
「打ち明けられない」
作詞：高木飛鳥（岡崎友紀） / 作曲：高木麻早 / 歌：岡崎友紀 / 発売：東芝レコード

## 放送日程
| 話数 | 放送日 （1974年） | サブタイトル           | 脚本                 | 監督           | ゲスト |
| ---- | ----------------- | ---------------------- | -------------------- | -------------- | --- |
| 1    | 4月2日            | これが私のパパとママ？ | 佐々木守             | ゆあさのりあき | |
| 2    | 4月9日            | どうにも止らない       | 佐々木守             | ゆあさのりあき | |
| 3    | 4月16日           | ニセモノにさよなら     | 佐々木守             | 岡屋竜一       | 藤岡恵子、田子母鬼馬二、古能成二、高山彰、石橋暁子、藤野まゆみ、中野和子、水の江じゅん                          |
| 4    | 4月23日           | 浮気なんかしないわ     | 佐々木守             | 岡屋竜一       | マリーナ・カランテ                                                                                              |
| 5    | 4月30日           | 秘密がばれちゃう？     | 村山庄三             | ゆあさのりあき | 水の江じゅん、肥土尚弘                                                                                          |
| 6    | 5月7日            | 消えたラブレター       | ながのひろし         | ゆあさのりあき | 浅香光代、鳴海敏朗、水の江じゅん、田畑いね、八代圭                                                              |
| 7    | 5月14日           | 照る日くもる日         | ながのひろし         | 青野暉         | 桑山正一、隈部文康、佐々木高雄、野原広章、松村篤男                                                              |
| 8    | 5月21日           | フィアンセが二人？     | 胡桃哲               | 青野暉         | 伊佐美津江、西岡慶子                                                                                            |
| 9    | 5月28日           | 少女ドラゴン無敵拳     | 佐々木守             | ゆあさのりあき | 江幡高志、絵里ちぐさ、玉置省吾、中間正成                                                                        |
| 10   | 6月4日            | 燃えよババゴン         | ながのひろし、胡桃哲 | ゆあさのりあき | 矢野間啓二、荒敬一、横山修、高野文雄、鈴木繁雄、栗原晴夫、野原広明、佐藤一二、杉山とく子                        |
| 11   | 6月11日           | 母に捧げるバラード     | 佐々木守             | 岡屋竜一       | 梅津栄、みずのこうさく、栗原晴夫、椿出、阿部啓一、松村篤、隈部文康、吉田高夫、湯浅康                            |
| 12   | 6月18日           | パパとママは大スター?  | 村山庄三             | 岡屋竜一       | 小林文彦、横山修、隈部文康、高野文雄                                                                            |
| 13   | 6月25日           | 花もはじらう合気道     | ながのひろし         | 岡屋竜一       | 尾形晶子、ノラ美尾、沖玲子、斉藤美樹、田中高子、平野洋子                                                        |
| 14   | 7月2日            | パパの子供がやってきた | 三宅直子             | ゆあさのりあき | 上原ゆかり、水の江じゅん、大江徹、川勝昭                                                                        |
| 15   | 7月9日            | パパは用心棒           | ながのひろし         | ゆあさのりあき | 天野新士、木下一夫、森田久三、谷本孜、赤城康雄                                                                  |
| 16   | 7月16日           | ひみこに恋人が？       | 三宅直子             | 岡屋竜一       | 夏夕介、金子吉延、川代家継、伊藤幸雄、久野一、山田よしこ                                                        |
| 17   | 7月23日           | 悪魔が夜来る           | 胡桃哲               | 岡屋竜一       | 五木繁則、本間文子、白山英雄                                                                                    |
| 18   | 7月30日           | 真夏の恋はアツイ恋     | ながのひろし         | 帯盛迪彦       | 大前均、矢野間啓二、佐藤輝昭、亀谷基弘、古林長次、岩岡寛、小谷田操                                              |
| 19   | 8月6日            | 水のデュエット         | ながのひろし         | ゆあさのりあき | 沢木順、穂並輝雄、石田良和、本間尚、篠田輝夫、松本忠雄、小林昭彦、柳沢正雄、宮下順子、指導:穂高水上スキークラブ |
| 20   | 8月13日           | 危うし二重結婚！       | 胡桃哲               | 帯盛迪彦       | 立原博、大井小町、九重ひろ子、頭師孝雄、坂口進也、角間進、瀬川新一、蓜島恵子                                    |
| 21   | 8月20日           | 大ヒミツがばれる？     | 佐々木守             | 青野暉         | 塚田記久、本間誠一郎、広田雅己、畠中伸行、倉橋静男、向山知子                                                    |
| 22   | 8月27日           | 夢はパリへ！           | 佐々木守             | ゆあさのりあき | |